# Mário Paulo Autuori
Mário Paulo Autuori (São Paulo 10 de dezembro de 1906 - 1 de julho de 1982) foi um biólogo brasileiro.

## Biografia
Especialista no estudo das formigas, Mário Paulo Autuori, foi diretor por mais de vinte anos da Fundação Parque Zoológico de São Paulo, que ajudou a implantar na década de 50 e a transformar numa instituição de projeção internacional.
Estudou na Europa e completou seus estudos no Ginásio São Bento, em São Paulo.
Iniciou a sua atividade profissional ao lado de José Pinto da Fonseca junto à Comissão para Estudo e Debelação da Praga Caffeeira, no Laboratório de Entomologia, em 1924.
Foi para os Estados Unidos, em 1947, por um ano, como bolsista da Fundação Guggenheim. O Diretor do Instituto Biológico, Rocha Lima, escreve nesta altura, ao fundamentar o pedido de ausência que Mario Autuori «por seus trabalhos experimentais de investigação se tornou um dos maiores conhecedores das formigas cortadeiras, na América do Norte».
Foi um dos sócios fundadores da Sociedade Brasileira para o Progresso da Ciência em 1949.
Entre 1950 a 1953, ao lado de José Pinto da Fonseca, Renato Lion de Araújo e Eduardo Navajas, ministrou o Curso de Especialização em Entomologia Agrícola no Instituto Biológico.
Em março de 1954, Autuori foi para Paris, por intermédio do Prof. Pierre-Paul Grassé, a convite do Laboratório para Estudo da Evolução dos Seres Organizados da Faculdade de Ciências.
O interesse internacional despertado pelo trabalho científico de Mário Autuori o levou para o Instituto de Zoologia Aplicada da Universidade de Würzburgo, na Alemanha, convidado pelo Prof. K. Göswald, zoólogo de reputação internacional, pelos trabalhos sobre formigas.
Em 1956, participou, no Instituto de Ecologia e Experimentação Agrícola do Ministério da Agricultura, na organização de um plano de trabalho sobre a biologia da formiga saúva.
No Paraná, participou, em 1957, da banca examinadora do concurso para a cátedra de Entomologia da Escola de Agricultura do Paraná e, nesse mesmo ano, vai para a Alemanha tomar parte no III Congresso de Etologia. Sua viagem foi financiada pela Fundação Rockefeller e CNPq. Ainda como membro da Comissão do Jardim Zoológico vai para Montevidéu e Buenos Aires.
Durante sua vida institucional publicou cerca de 35 trabalhos sobre pragas dos citros e outros frutos, além das pragas dos cafeeiro]]s e, principalmente, sobre seu assunto predileto, formigas cortadeiras.
Em 1958 afasta-se do Instituto Biológico para prestar serviços no Jardim Zoológico por um mês e, mais tarde, afasta-se novamente para integrar o Corpo Executivo da Comissão do Jardim Zoológico de 8 de junho de 1958 a 31 de janeiro de 1959. Neste período, o diretor do Zoológico era Emilio Varoli.
O Dr. José Bonifácio Coutinho Nogueira, à época Secretário da Agricultura, convidou-o para prestar serviços junto ao seu Gabinete.
Aposentou-se em 29 de junho de 1960 indo para a Fundação Parque Zoológico como diretor.